# علف

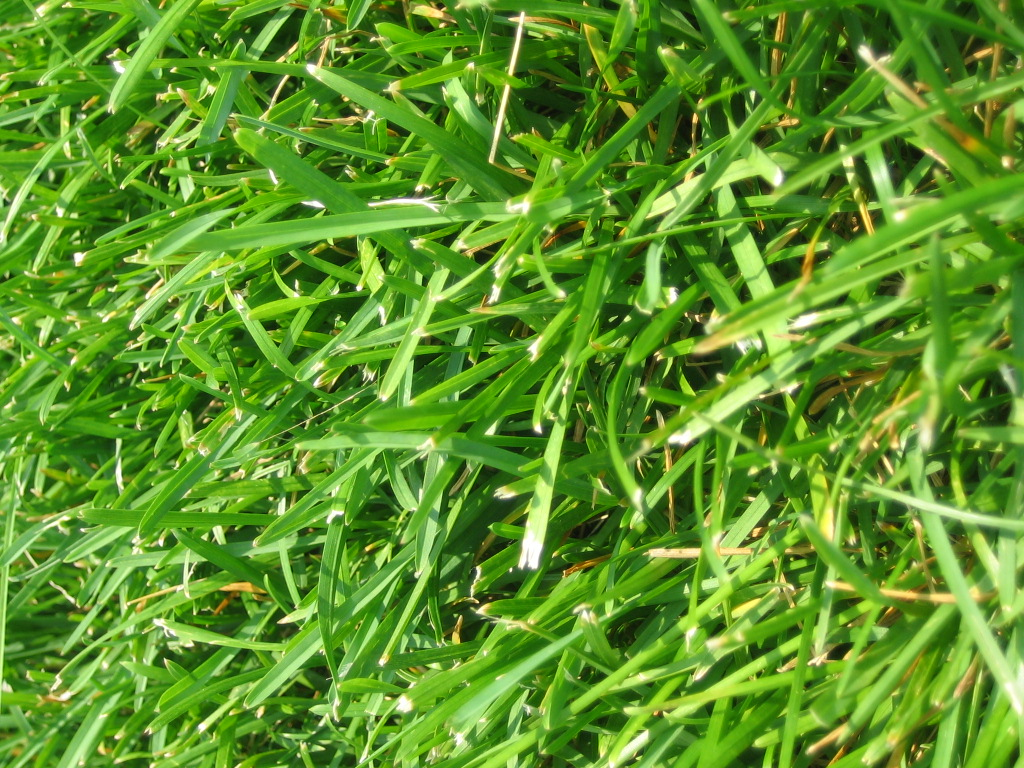
چمن زده شده

علف یا واش گیاهی تک‌لپه‌ای از خانواده چمنیان با برگهای نازک است که رشد آن از پایه برگ (محل اتصال به ریشه) صورت می‌گیرد. علف‌زارها زمین‌هایی هستند که به صورت طبیعی از علف پوشیده شده‌اند و می‌توانند خوراک دام و طیور باشند. تخم علف (به صورت عادی یا جوانه آن) استفاده خوراکی دارد. همچنین علف در تولید برخی نوشیدنی‌های الکلی (مانند آبجو و ویسکی)، مراتع تولید علوفه دام، تهیه کاهگل، تولید کاغذ و در سبدبافی به‌کار می‌رود. همچنین از آن به عنوان عایق (در صنعت ساختمان) و سوخت نیز استفاده می‌شود. بسیاری از زمین‌های ورزشی نیز به شکل مصنوعی با علف پوشیده می‌شود که به آن زمین چمن گفته می‌شود.

## نگارخانه

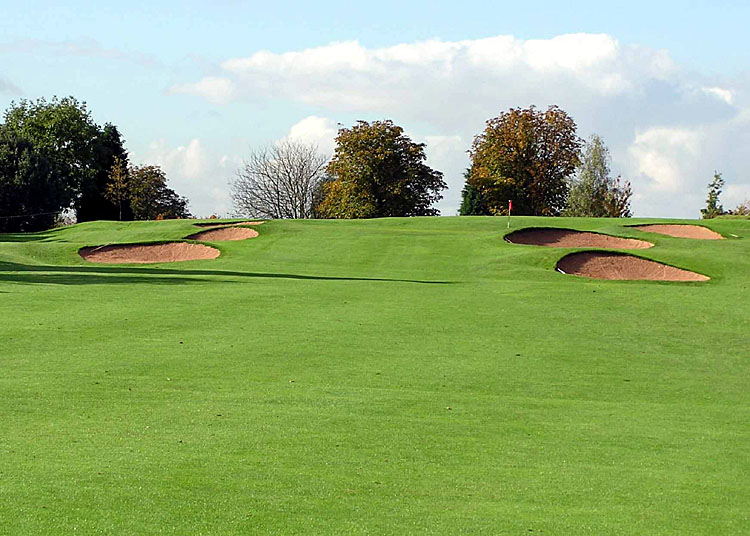
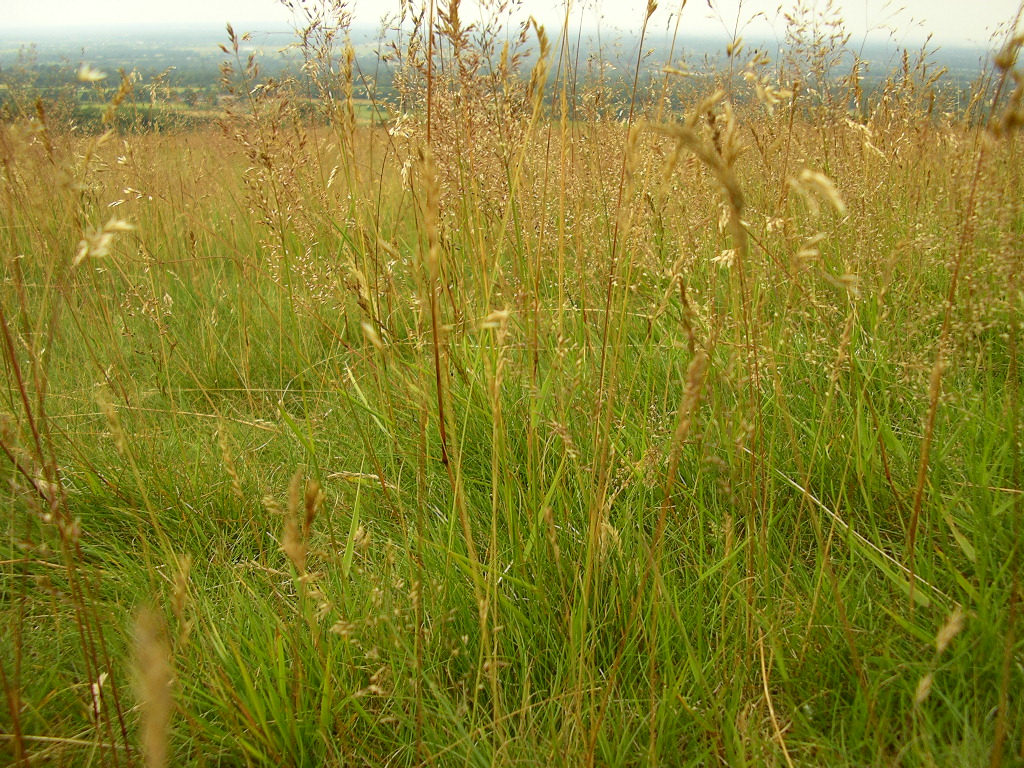
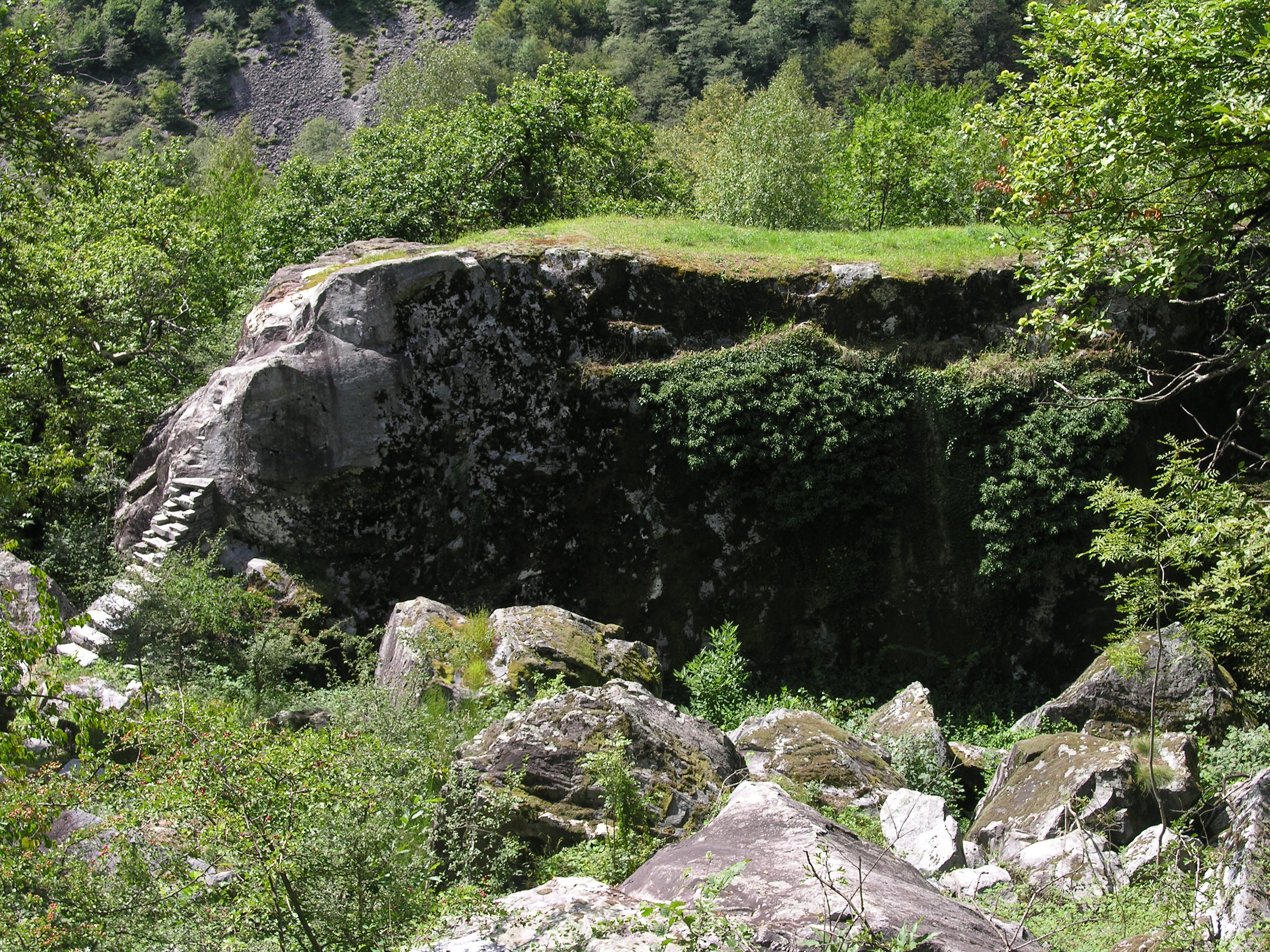
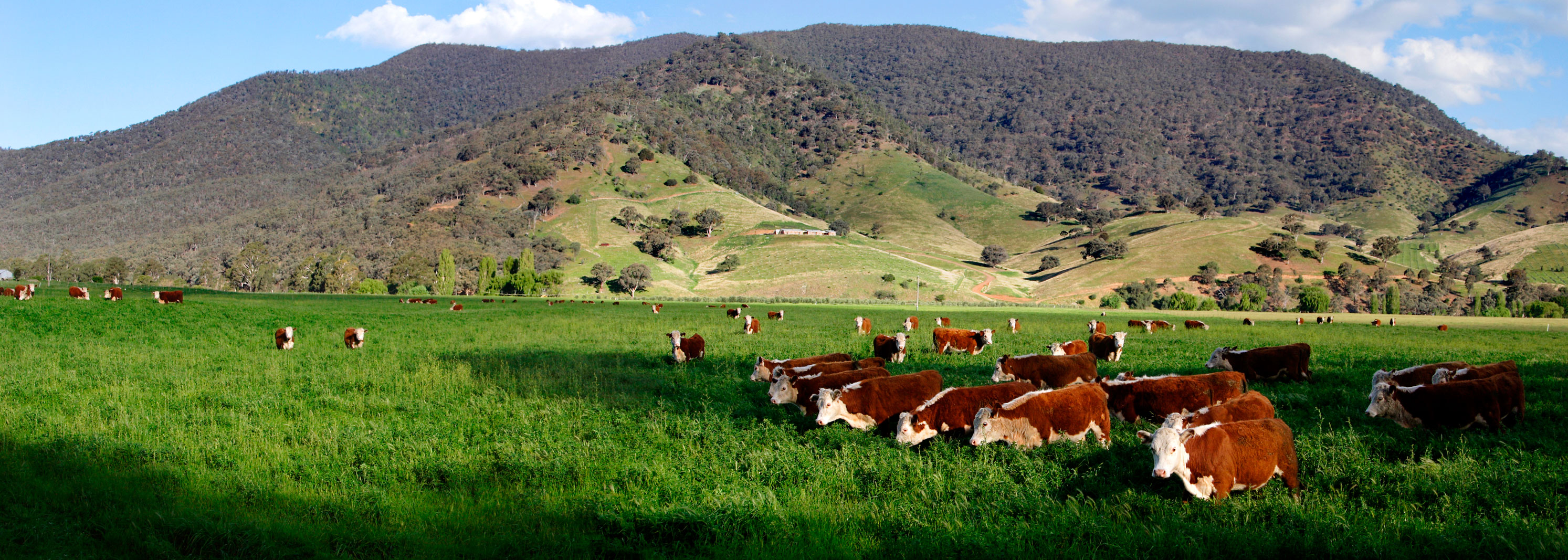
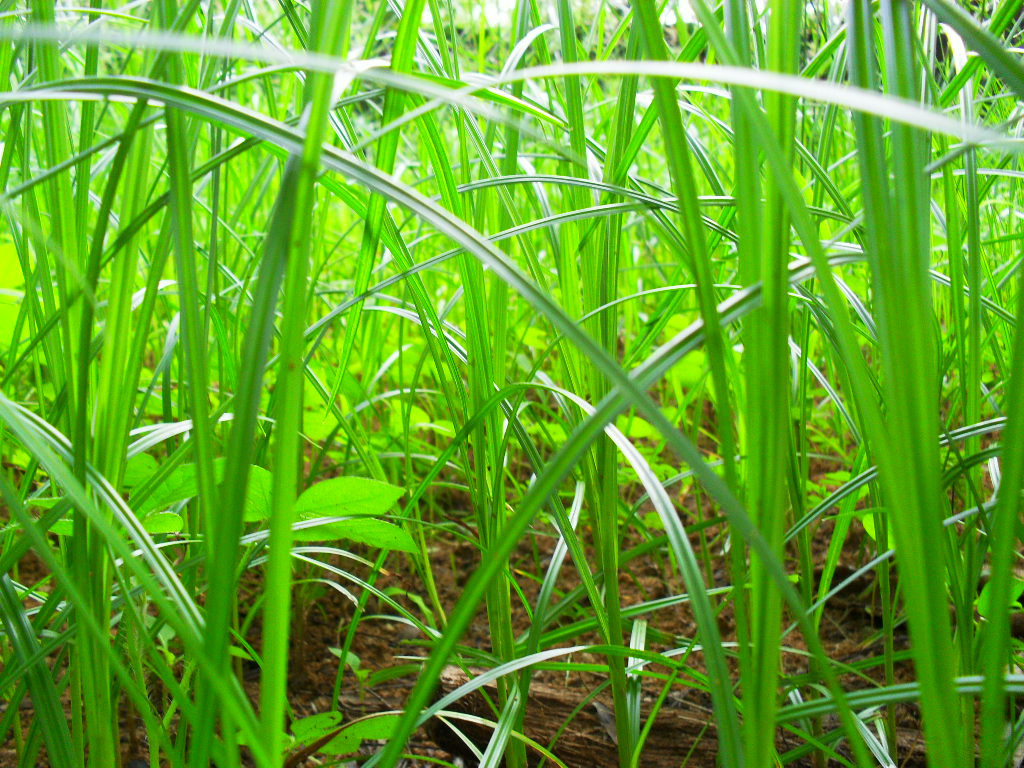
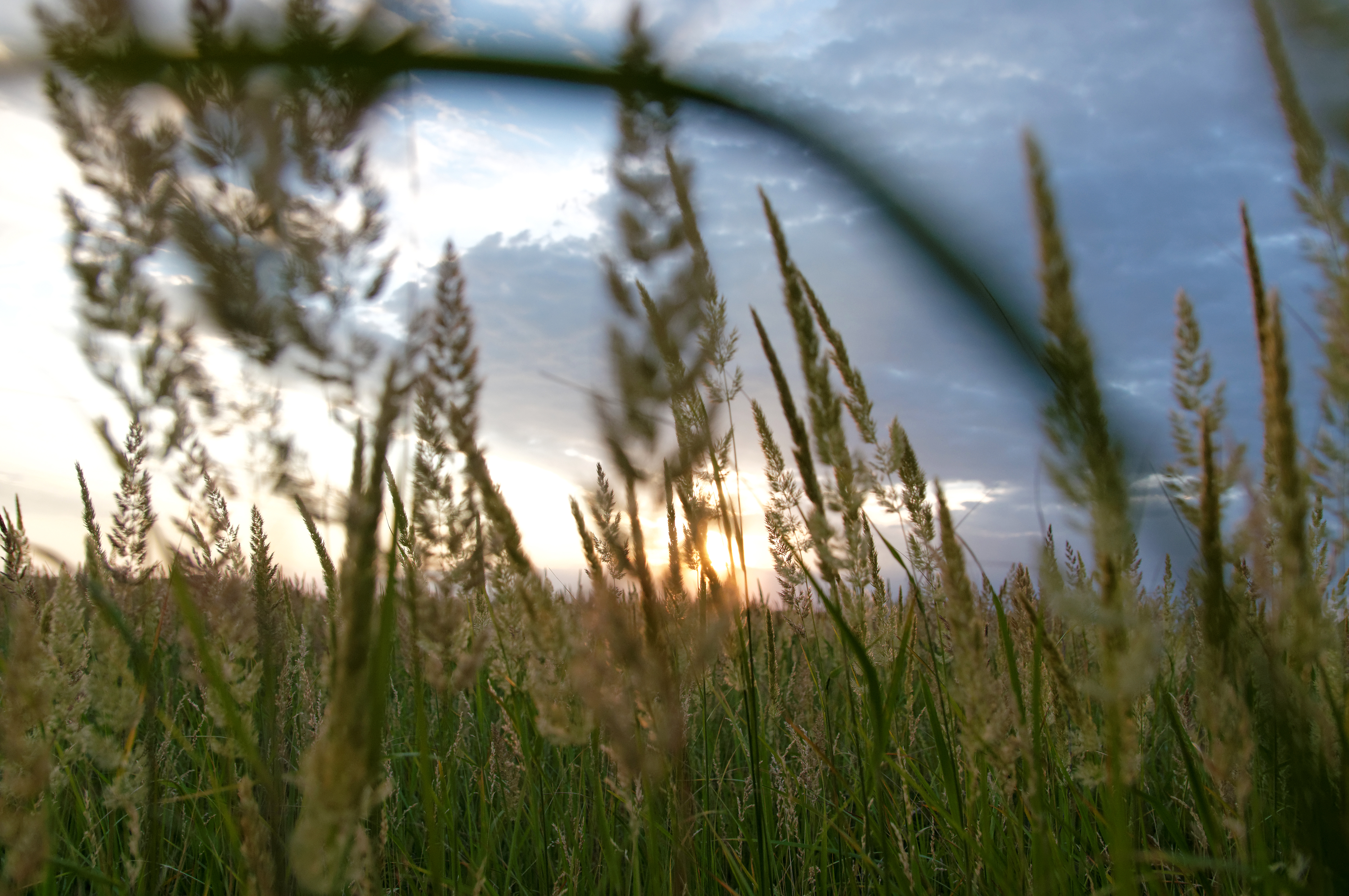
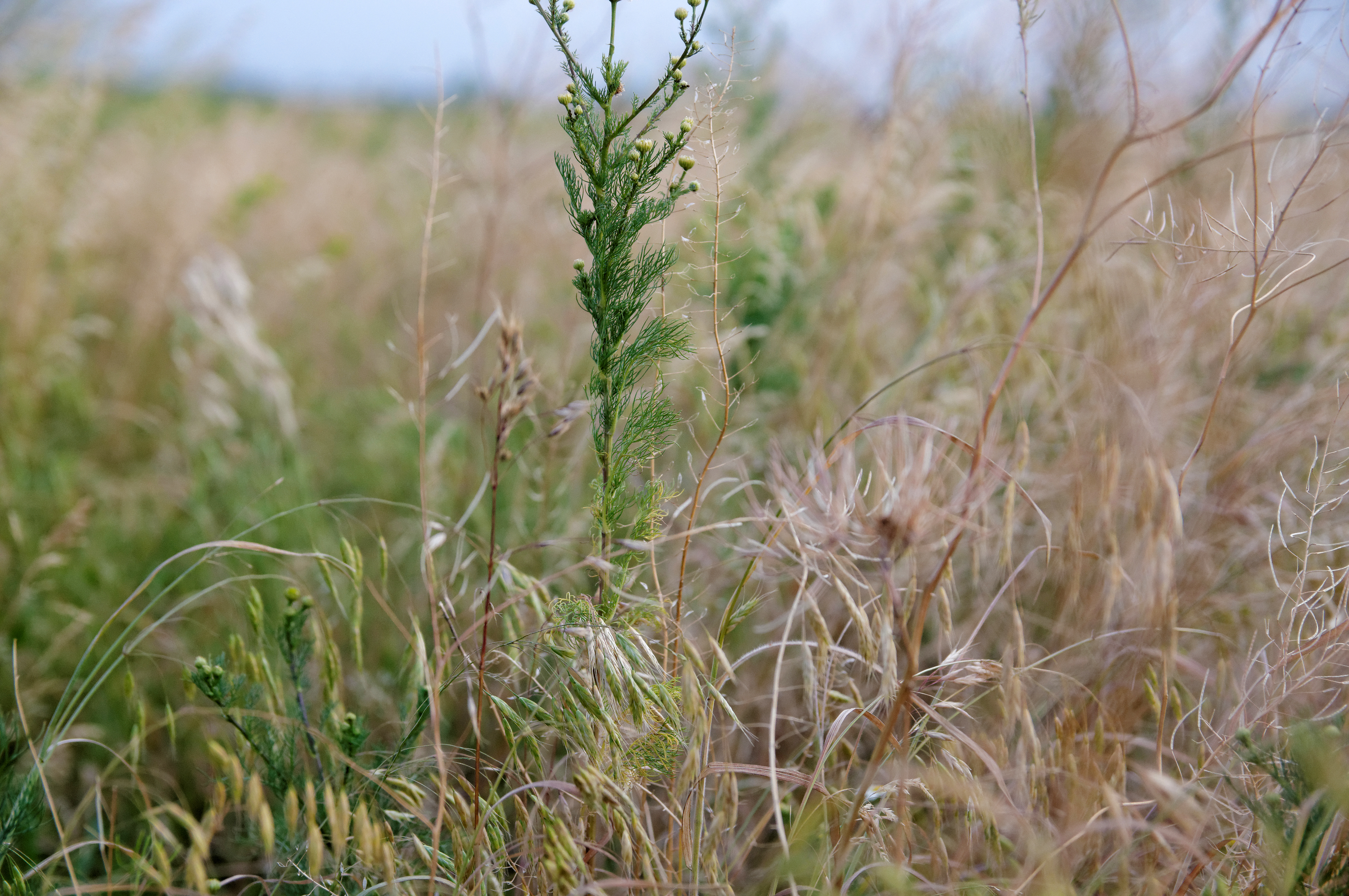
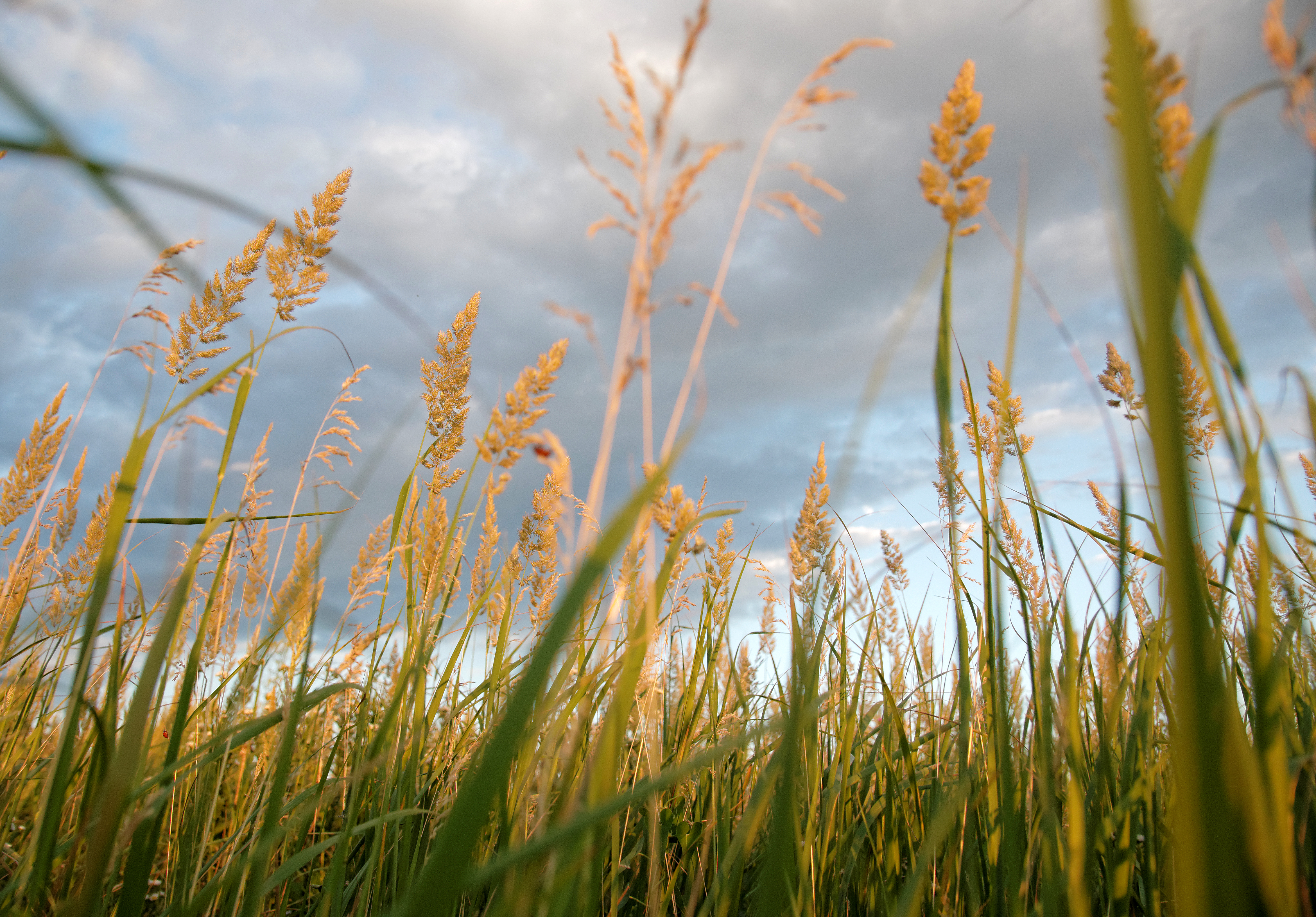
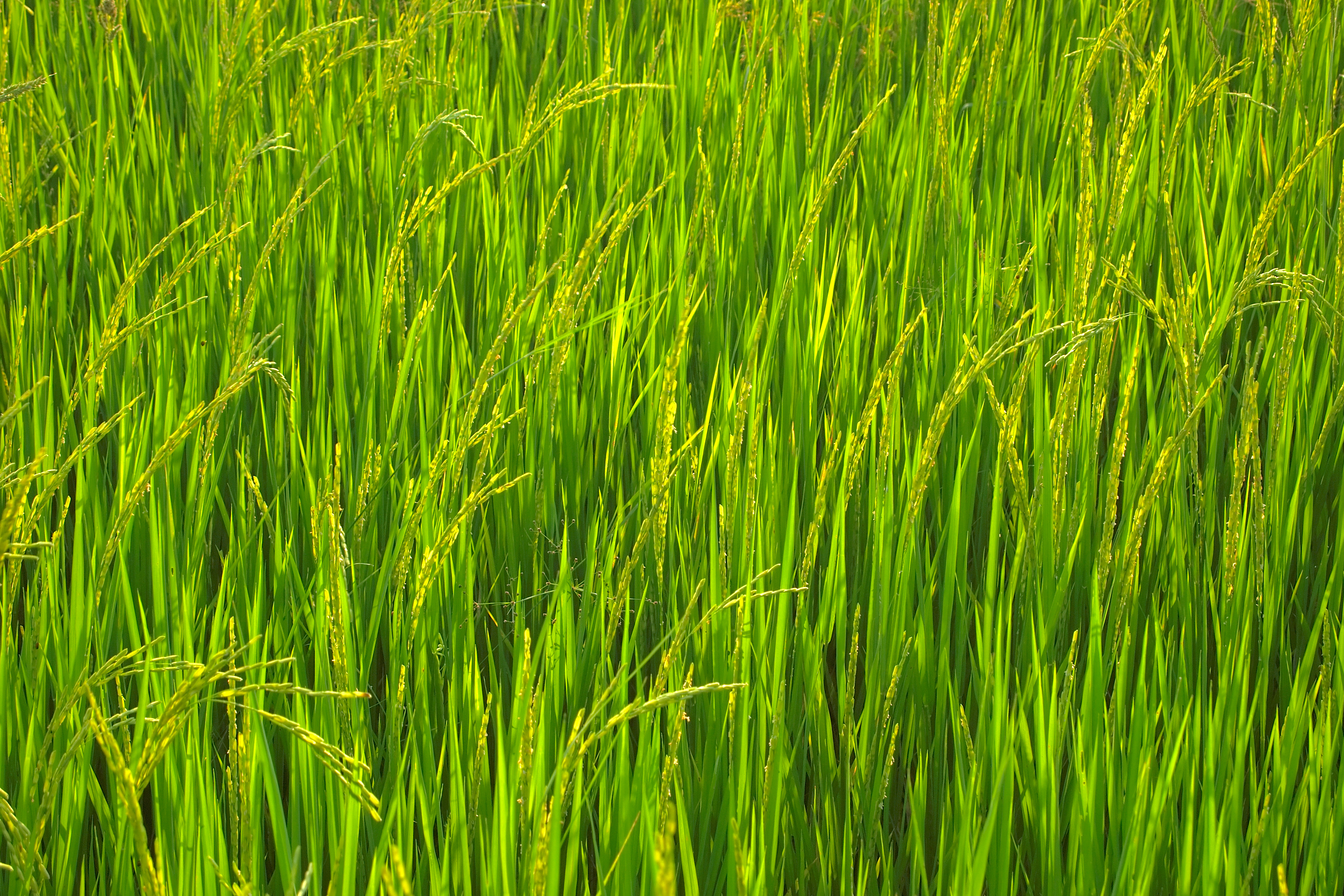